# Moutiers-Saint-Jean
Pour les articles homonymes, voir Saint-Jean et Moutiers.
Moutiers-Saint-Jean est une commune française située dans le département de la Côte-d'Or en région Bourgogne-Franche-Comté.

## Géographie
La commune est située à 200 mètres d'altitude, à 15,3 km du chef-lieu (Montbard) et 15,5 km de Semur-en-Auxois. Elle est traversée par la route départementale n°1.
Peuplé de 260 habitants, le village est situé dans un vallon créé par le ruisseau (la Réome) entre la plaine de l'Auxois et le plateau du Chatillonnais-Tonnerrois. Région agricole autrefois réputée pour la qualité de sa terre, elle est aujourd'hui dominée par un paysage de bocage se transformant en cultures céréalières intensives et la tradition d'élevage de bovins. La vigne, très présente sur les coteaux avant le phylloxera, a quasiment disparu de la région.

### Climat
Pour des articles plus généraux, voir Climat de la Bourgogne-Franche-Comté et Climat de la Côte-d'Or.
En 2010, le climat de la commune est de type climat océanique dégradé des plaines du Centre et du Nord, selon une étude du Centre national de la recherche scientifique s'appuyant sur une série de données couvrant la période 1971-2000. En 2020, Météo-France publie une typologie des climats de la France métropolitaine dans laquelle la commune est exposée à un climat océanique altéré et est dans la région climatique  Lorraine, plateau de Langres, Morvan, caractérisée par un hiver rude (1,5 °C), des vents modérés et des brouillards fréquents en automne et hiver. 
Pour la période 1971-2000, la température annuelle moyenne est de 10,4 °C, avec une amplitude thermique annuelle de 16,2 °C. Le cumul annuel moyen de précipitations est de 816 mm, avec 11,8 jours de précipitations en janvier et 7,7 jours en juillet. Pour la période 1991-2020, la température moyenne annuelle observée sur la station météorologique de Météo-France la plus proche, « Montbard_sapc », sur la commune de Montbard à 11 km à vol d'oiseau, est de 11,4 °C et le cumul annuel moyen de précipitations est de 853,5 mm,. Pour l'avenir, les paramètres climatiques de la commune estimés pour 2050 selon différents scénarios d'émission de gaz à effet de serre sont consultables sur un site dédié publié par Météo-France en novembre 2022.

## Urbanisme

### Typologie
Au 1er janvier 2024, Moutiers-Saint-Jean est catégorisée commune rurale à habitat dispersé, selon la nouvelle grille communale de densité à 7 niveaux définie par l'Insee en 2022.
Elle est située hors unité urbaine. Par ailleurs la commune fait partie de l'aire d'attraction de Semur-en-Auxois, dont elle est une commune de la couronne,. Cette aire, qui regroupe 54 communes, est catégorisée dans les aires de moins de 50 000 habitants,.

### Occupation des sols
L'occupation des sols de la commune, telle qu'elle ressort de la base de données européenne d’occupation biophysique des sols Corine Land Cover (CLC), est marquée par l'importance des territoires agricoles (87,8 % en 2018), en diminution par rapport à 1990 (88,8 %). La répartition détaillée en 2018 est la suivante : 
prairies (45,9 %), terres arables (41,7 %), zones urbanisées (6,3 %), forêts (5,9 %), zones agricoles hétérogènes (0,2 %). L'évolution de l’occupation des sols de la commune et de ses infrastructures peut être observée sur les différentes représentations cartographiques du territoire : la carte de Cassini (XVIIIe siècle), la carte d'état-major (1820-1866) et les cartes ou photos aériennes de l'IGN pour la période actuelle (1950 à aujourd'hui).

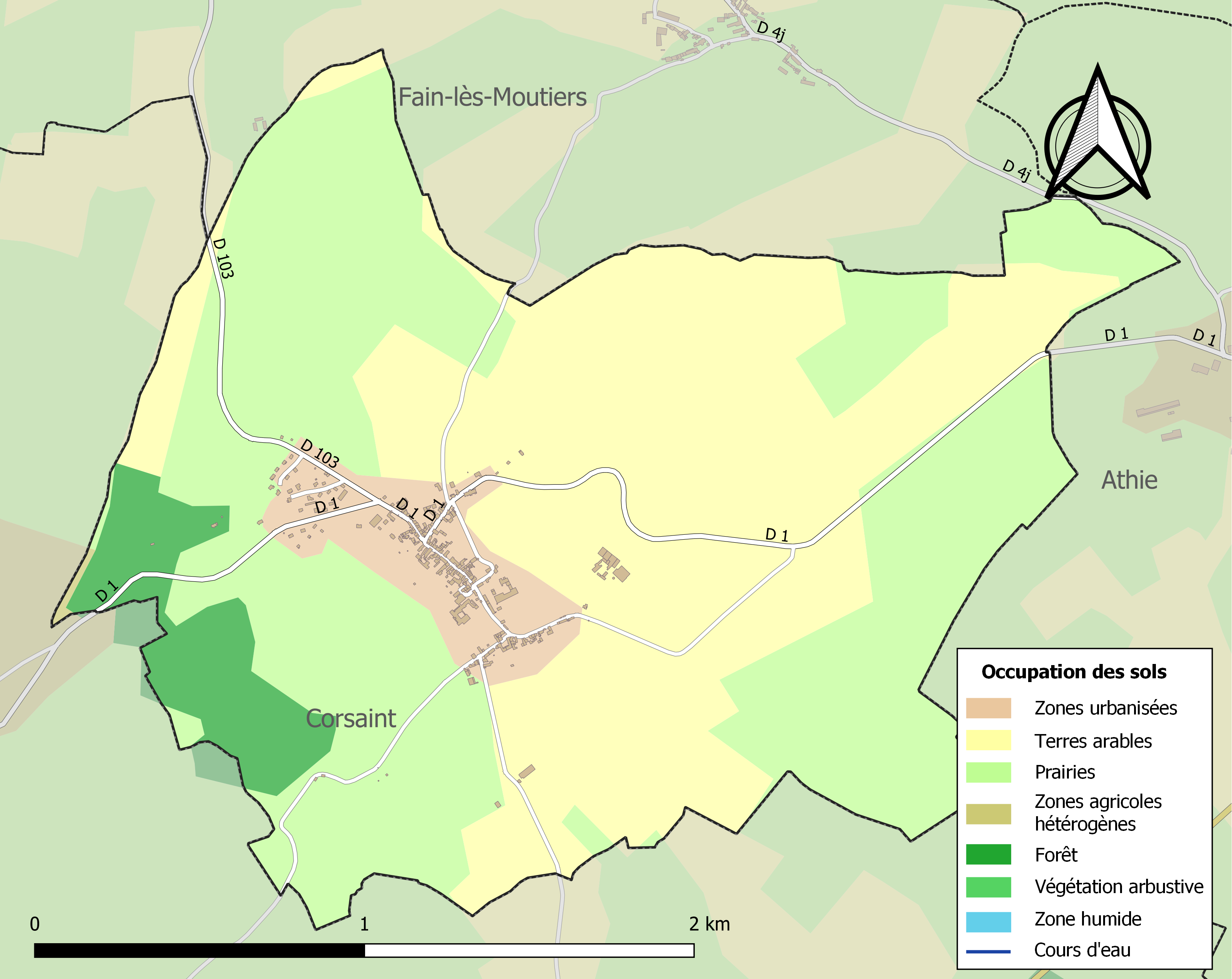
Carte des infrastructures et de l'occupation des sols de la commune en 2018 (CLC).

## Histoire
L'histoire du village est intimement liée à celle de la puissante abbaye installée en ces lieux à l'époque mérovingienne. Aucun vestige archéologique plus ancien n'a été découvert à ce jour dans le village, qui semble donc être né d'une agglomération nouvelle, au nord du monastère.
Si l'abbaye Saint-Jean-de-Réome a fait l'objet d'études anciennes et plus récentes, les autres éléments du village sont peu documentés.
C'est par une bulle donnée en avril 1164, par le pape Alexandre III, réfugié en France, qu'il confirme la possession de cette abbaye par l'abbaye de Saint-Martin d'Autun.
Au cours de la période révolutionnaire de la Convention nationale (1792-1795), la commune a porté le nom de Réome.

## Politique et administration

### Civile, depuis La Révolution
| Période                                  | Période  | Identité               | Étiquette | Qualité                       |
| ---------------------------------------- | -------- | ---------------------- | --------- | ----------------------------- |
| mars 1989                                | 2014     | Robert Grimpret        | PRG       | Conseiller général            |
| mars 2014                                | En cours | Jean-François Grimpret |           | Assureur à Venarey-les-Laumes |
| Les données manquantes sont à compléter. |          |                        |           |                               |

## Démographie
L'évolution du nombre d'habitants est connue à travers les recensements de la population effectués dans la commune depuis 1793. Pour les communes de moins de 10 000 habitants, une enquête de recensement portant sur toute la population est réalisée tous les cinq ans, les populations de référence des années intermédiaires étant quant à elles estimées par interpolation ou extrapolation. Pour la commune, le premier recensement exhaustif entrant dans le cadre du nouveau dispositif a été réalisé en 2008.

En 2022, la commune comptait 255 habitants, en évolution de +2 % par rapport à 2016 (Côte-d'Or : +0,82 %, France hors Mayotte : +2,11 %).
| 1793 | 1800 | 1806 | 1821 | 1836 | 1841 | 1846 | 1851 | 1856 |
| ---- | ---- | ---- | ---- | ---- | ---- | ---- | ---- | ---- |
| 640  | 575  | 610  | 550  | 516  | 562  | 518  | 481  | 460  |

| 1861 | 1866 | 1872 | 1876 | 1881 | 1886 | 1891 | 1896 | 1901 |
| ---- | ---- | ---- | ---- | ---- | ---- | ---- | ---- | ---- |
| 452  | 445  | 446  | 425  | 411  | 380  | 383  | 345  | 340  |

| 1906 | 1911 | 1921 | 1926 | 1931 | 1936 | 1946 | 1954 | 1962 |
| ---- | ---- | ---- | ---- | ---- | ---- | ---- | ---- | ---- |
| 341  | 331  | 279  | 281  | 250  | 261  | 239  | 236  | 306  |

| 1968 | 1975 | 1982 | 1990 | 1999 | 2006 | 2008 | 2013 | 2018 |
| ---- | ---- | ---- | ---- | ---- | ---- | ---- | ---- | ---- |
| 286  | 315  | 292  | 265  | 250  | 259  | 261  | 246  | 261  |

| 2022 | - | - | - | - | - | - | - | - |
| ---- | - | - | - | - | - | - | - | - |
| 255  | - | - | - | - | - | - | - | - |

## Culture locale et patrimoine

### Lieux et monuments

#### Localisation des éléments présents sur la commune et aux environs
- Vestiges paléolithiques et de l'âge du fer trouvés en prospection de surface au XIXe siècle.
- Voie probablement pré-romaine qui reliait Semur-en-Auxois à Tonnerre et permettait le passage entre deux peuples différents dont la frontière se situait au seuil du plateau. Elle est représentée comme ancienne et importante sur la carte de Cassini au XVIIIe siècle.
- Au lieu-dit « en Maubais », se trouvent les vestiges d'une « Villa » gallo-romaine du IIe siècle de notre ère.
- Le bourg regroupe l'abbaye, l'hôpital, l'église et le bourg et ses vieilles maisons défendus par les remparts, (voir détail ci-après).
- La chapelle du hameau de Saint-Just et la ferme de l'hôpital (XIIIe et XVIe siècles).
- Une chapelle au lieu-dit Sainte-Marguerite (présente sur la carte de Cassini).
- La ferme de l'abbaye avec sa grange-halle du XVe siècle.
- Le pont demandé à la province par le procureur de l'abbaye en 1747 (inscription sur le mur aval).
- L'ancienne tuilerie active entre le milieu du XIXe siècle et 1950.

#### Description et éléments chronologiques des ensembles et monuments constituant le bourg
Les éléments constitutifs du bourg forment quatre ensembles distincts : l'abbaye dans son enclos, l'hôpital, entouré de murs également, le bourg anciennement fermé de murailles aujourd'hui traversées par de nombreuses extensions et le quartier du « bas du pays » installé sous l'abbaye et l'hôpital. L'église paroissiale, hors les murs, est un point singulier.
L'église paroissiale Saint-Paul
L'église paroissiale de la conversion de saint Paul est bâtie hors les murs. Probablement édifiée à l'emplacement d'un édifice plus ancien, la nef, le bras Nord du transept et la croisée sont romans et restent d'une grande sobriété qui devait contraster avec la richesse de l'abbatiale voisine. Au XIIIe siècle, on y adjoint un profond chœur gothique et on surélève le clocher. Le bras sud du transept est complètement remanié au XVIe siècle. Cette église renferme un très riche mobilier en partie issu de l'abbatiale avant sa démolition. On note en particulier la présence des reliques de saint Jean de Réome, fondateur de l'abbaye, plusieurs statues de style bourguignon du XVe siècle, une grande Vierge de l'Assomption du XVIIIe siècle et plusieurs tableaux en très mauvais état.
Le retable latéral nord est consacré à saint Jean de Réome et celui du sud, à saint Antoine le Grand, représenté en bas relief de stuc dans la chapelle aménagée par Antoinette Vaussin de Flandres à partir de 1710 dans la chapelle gothique préexistante.
L'enceinte du bourg
Les murs d'enceinte scandés de tours de défense rondes munies de meurtrières horizontales, ont été construits et renforcés au cours du XVe siècle, à la suite des troubles et pillages dus aux Écorcheurs en 1434, aux Huguenots, en 1567 et aux Ligueurs en 1590. Ils enserrent le vieux bourg et les grandes maisons antérieures aux extensions des XVIIe et XVIIIe siècles.
Cette enceinte, jouxtant celle de l'abbaye et celle de l'hôpital, est conservée en place sur trois tronçons et sa porte sud est encore en place. On en retrouve le tracé complet dans le parcellaire et dans la toponymie (Porte aux Goths au nord).
Les jardins et l'hôtel Cœurderoy
L'hôtel Cœurderoy (à ne pas confondre avec l'hôtel Cœurderoy à Dijon qui appartenait à la même famille) rassemble deux maisons médiévales.
Édifiés dans la seconde moitié du XVIIe siècle pour Jean Cœurderoy, maître de requêtes au parlement de Bourgogne, l'aménagement forme un cheminement symbolique vers la lumière. Depuis l'hôtel comportant deux ailes terminées par une façade en rocaille avec fronton et niche, on aperçoit le paysage de la campagne réomoise avec l'enceinte de l'abbaye à droite, l'église paroissiale à gauche et un chêne ancien au centre, précédé d'une niche ouverte en rocaille.
Depuis la terrasse surplombant le chemin de Ronde des fortifications, un escalier descend dans la terre et mène à l'entrée d'un tunnel  assez vaste. De part et d'autre, des citernes et peut-être une glacière sont aménagées.
Un dispositif de canaux hydrauliques mal connus conduit l'eau collectée à la sortie du souterrain.
La mise en scène de la pièce dans laquelle on débouche est très soignée, une partie sensiblement trapézoïdale prolongée par un demi-cercle ponctuée d'un bassin et ouverte sur le paysage par trois arcades en rocaille qui ouvrent la composition sur l'espace extérieur.
Lorsque l'on se retourne, une terrasse imposante couvre le tunnel et les parties latérales, des escaliers d'extrémité permettent d'accéder à la tribune, constituée comme une seconde scène avec ses niches en rocaille et les pylônes, probablement garnis de chaînes autrefois, qui bordent l'espace du côté du vide.
En contrebas, une « grotte » (glacière) couverte en laves donne un axe à la composition de bassins et parterres de vergers et autres comestibles une porte à rocaille termine l'axe de la partie inférieure. Comme l'ont montré les recherches archéologiques réalisées en 1993, l'hydraulique du jardin est assez savante et témoigne d'un savoir-faire évident.
Certains auteurs ont fait l'hypothèse d'un architecte proche de Serlio qui œuvrait alors au château d'Ancy-le-Franc.
L'abbaye Saint-Jean-de-Réome

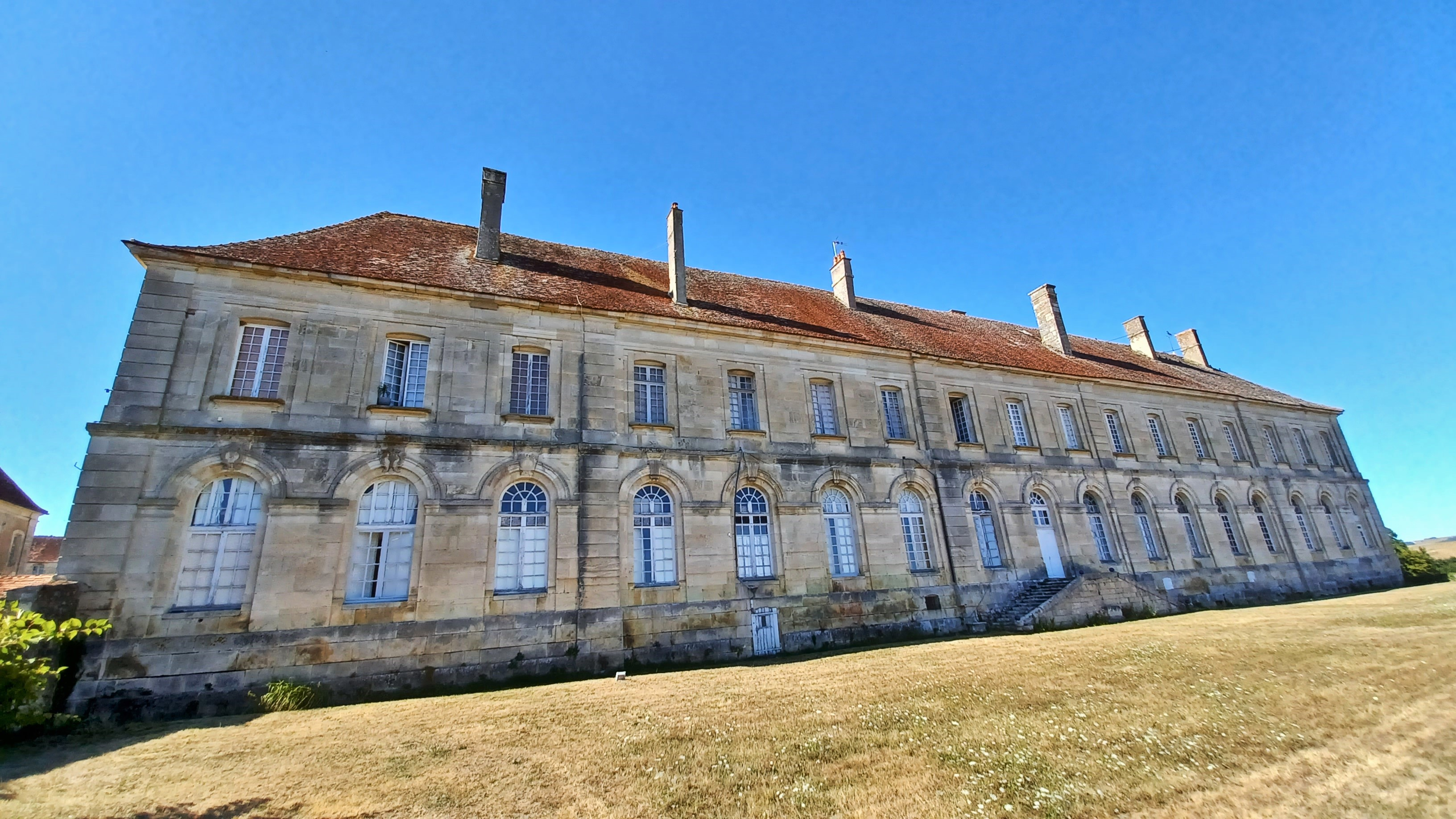
Château Abbaye.

Fondée, selon la tradition, vers 450 par Jean, un fils de nobles patriciens dijonnais, l'abbaye, que l'on dit être la plus ancienne de Bourgogne,  fut d'abord installée près de la source de la Réome sur le territoire de la commune actuelle de Corsaint. Il s'agissait alors d'un simple ermitage dans le « désert ».
Elle fut transférée dans son emplacement actuel au cours du VIe ou du VIIe siècle pour commencer une période de grande prospérité qui culminera au XIIe siècle, l'abbatiale est consacrée par l'évêque de Langres en 1177. Il ne reste plus grand-chose de cette époque, mis à part l'iconographie ancienne et quelques morceaux de sculptures éparses, dont certains éléments ornent les musées du Louvre, de Dijon ou les collections américaines.
Les bâtiments actuels datent en majeure partie de la période de reconstruction à la fin du XVIIe siècle, date à laquelle la réforme mauriste fut introduite à Moutiers-Saint-Jean. La grande abbatiale romane, malgré son bon état, fut démolie à la suite de la Révolution et ses pierres réemployées dans de nombreuses constructions alentour.
Dans sa période la plus faste, l'abbaye assurait son autorité sur plus de 22 paroisses, essentiellement dans le département actuel de l'Yonne. Son abbé était très reconnu et écouté, il participait aux différents conciles de l'époque.
Hôpital Notre-Dame
En 1415, Jean Petit Jean d'Anzy, seigneur de Chances-les-Marcigny et de Chamilly en Chalonnais, père de Jean Petitjean, Abbé de l'Abbaye de Saint-Martin d'Autun, fait son testament, il est âgé d'environ 70 ans. Il donne: "  Item en l'yglise de l'ospital de Moutier fondée en l'oneur et révérence de Nostre Dame Virge, en laquelle plusieurs de mes parens du costé de ma mère sont enseveliz, à cause des quelz et autres affins et amis aussi ensevelis illecques j'ai au dit lieu de l'ospital rantes de blé, d'argent et autres héritages, j'ai donné et donne à la dite yglise ou aux curés et recteurs d'icelle, pour le remêde de mon âme et des miens ilecques ensevelis, demy... monnoie courante, de rente annuelleet aussi le dyesme d'elles ou autres... en une pièce de terre appelée laBerchère-Gruet, assise près de la dite yglise et au long d'un chemein allant de l'yglise à la mote ou fontayne de Gruet, laquelle Berchère estoit exemte de nous payer dyesme, pour ce que le curé et son vicaire seront tenus chascun an, a tel jour que je trépasserai chanter et célébrer chascun sa messe de l'office des mors."
Hôpital Saint-Sauveur
Cet hospice de charité  fut fondé à la fin du XVIIe siècle par Claude de Rochechouard-Chandenier, abbé commendataire de l'abbaye, pour soulager les pauvres et les malades des villages dépendant du monastère. Organisé sur les conseils éclairés de son ami saint Vincent de Paul, cet établissement sert actuellement de résidence pour personnes âgées. La façade classique de la fin du XVIIe siècle montre saint Vincent et saint Jean-Baptiste dans des putti à l'italienne, mais l'intérieur a été très modifié dans le troisième quart du XXe siècle. En particulier, le meuble-retable a été enlevé. Les autres bâtiments renferment par ailleurs une pharmacie avec faïences et mobilier, un portrait de Vincent de Paul par Simon François (1660) et une statue de la Vierge à l'Enfant en marbre du XIVe siècle.
L'habitat civil
Le bourg ancien de Moutiers-Saint-Jean conserve, malgré les démolitions, de nombreuses maisons anciennes, notamment sur la grande rue Nord-Sud. La plus ancienne est dans la partie haute. Dénommée depuis longtemps le "grenier de Flandre", cette construction composite présente une façade romane partiellement conservée avec étage à claire-voie sur arcades commerciale au rez-de-chaussée, une grande salle médiévale (Aula) avec une immense cheminée datable du XIVe siècle, sur caves voûtées et piliers moulurés et une extension du XVIIe siècle en partie détruite aujourd'hui.
Le XIVe, le XVe et le XVIe siècle sont bien représentés, en particulier l'hôtel présent au nord de la maison précédente (très transformé) et la propriété qui lui fait face; Ces implantations respectent l'enceinte et sont constituées d'une grande façade et d'une cour avec communs.
Aux XVIIe et XVIIIe siècles, des membres de la noblesse de robe s'installent à Moutiers, on leur doit des hôtels plus imposants dont les jardins débordent les limites des fortifications devenues obsolètes, notamment l'hôtel Cœurderoy déjà cité, la « Buffonnerie » ou un autre présent plus au Nord portant également des cœurs au portail.

### Personnalités liées à la commune
- Pierre Melot, notaire et tabellion royal, demeurant à Moutiers-Saint-Jean[19].
- Jacques Antoine Viard (né en 1783 Moutiers-Saint-Jean, mort en 1849 à Pau), ingénieur. Il accompagne Bonaparte en Égypte (un des 167 savants !).
- Vincent-Nicolas Raverat (né en 1801 à Moutiers-Saint-Jean, mort en 1865 à Paris), peintre.

### Héraldique
| Blason de Moutiers-Saint-Jean | Blason  | D'azur semé de fleurs de lys d'or. |
| Blason de Moutiers-Saint-Jean | Détails | Armes de l'abbaye Saint-Jean-de-Réome, qui portait les armes pleines de France ancien. Le statut officiel du blason reste à déterminer. |